# Камара, Абдул
Абдул Раззаги Камара (фр. Abdoul Razzagui Camara; родился 20 февраля 1990 года, Маму, Гвинея) — гвинейский футболист, нападающий. Выступал в национальной сборной Гвинеи. Завершил карьеру в 2018 году.

## Клубная карьера
Камара родился в Гвинее, но в юном возрасте вместе с семьёй перебрался в Францию, где начал играть в клубе «Файвс». В 2004 году он перешёл в престижную академию «Ренна».
3 августа 2009 года был отдан в аренду клубу Лиги 2 «Ванн».
31 января 2014 года был отдан в аренду клубу испанской Сегунды «Мальорка».
1 июля 2014 года перешёл в клуб «Анже», заключив трёхлетний контракт.
4 января 2016 года Камара перешёл в английский клуб «Дерби Каунти», с которым подписал контракт на три с половиной года.

## Выступления за сборную
На юношеском и молодёжном уровнях Камара выступал за французские сборные, но не дождавшись предложений из взрослой сборной, принял решение выступать за национальную сборную Гвинеи. Его дебют в составе гвинейской сборной состоялся 24 января 2012 года в матче против сборной Мали на Кубке африканских наций 2012.